# 布鲁姆斯伯里出版社
布鲁姆斯伯里出版社（Bloomsbury Publishing plc）是一家英国出版公司，总部位于布鲁姆斯伯里。它因成功出版哈利·波特系列小说而迅速扩张，之后也开始涉足学术出版等领域。

## 历史
它由奈杰尔·牛顿创办于1986年，1998年进入美国市场，因成功出版哈利·波特系列小说而迅速扩张，之后也开始涉足学术出版等领域，2010年创办布鲁姆斯伯里卡塔尔基金会期刊社（Bloomsbury Qatar Foundation Journals），出版学术期刊，但2015年12月公司和卡塔尔基金会合作终止，期刊社被卡塔尔的哈马德·本·哈利法大学出版社吸收。